# Scribonia
Scribonia (ten laatste in 65 v.Chr. - na 16 n.Chr.) was de tweede echtgenote van Gaius Julius Caesar (Octavianus), de latere Augustus.
Ze was dochter van Lucius Scribonius Libo (mogelijk praetor in 80 v.Chr.) en een zekere Sentia. Volgens Suetonius was ze voor haar huwelijk met Octavianus met twee mannen gehuwd geweest, die het beide tot consul schopten. Haar eerste man is onbekend. Na zijn dood was Scribonia met een zekere Cornelius gehuwd, wiens identiteit echter niet geheel duidelijk is; misschien gaat het om Gnaius Cornelius Lentulus Marcellinus (consul in 56 v.Chr.), of diens zoon, die vermoedelijk met een consul suffectus van 35 v.Chr. kan worden geïdentificeerd, van wiens naam slechts „Publius Cornelius“ bekend is. Scribonia had uit dit huwelijk een zoon, Cornelius Marcell(inus), mogelijk te vereenzelvigen met Publius Cornelius Lentulus Marcellinus (consul in 18 v.Chr.) en een dochter Cornelia, die met Paullus Aemilius Lepidus (consul in 34 v.Chr.) huwde en in het jaar stierf, waarin haar broer het consulaat bekleedde.
Octavianus huwde Scribonia, nadat hij van zijn eerste vrouw Claudia, een stiefdochter van Marcus Antonius, was gescheiden, waarschijnlijk in 40 v.Chr. (tussen de oorlog van Perusia en het verdrag van Brundisium) omwille van politieke redenen, om de banden met Sextus Pompeius aan te halen. Scribonia's broer Lucius Scribonius Libo (de latere consul van 34 v.Chr.) was schoonvader en een van de vertrouwelingen van Sextus Pompeius.
Scribonia werd de moeder van Julia, die Augustus’ enige kind zou blijven. Slechts een jaar later, kort na Julia's geboorte, verstootte Octavianus zijn vrouw om met Livia Drusilla te kunnen trouwen. Hij verweet Scribonia een verdorven levenswandel.
Toen Julia in 2 v.Chr. door haar vader in ballingschap werd gestuurd, begeleidde Scribonia haar dochter. Volgens Seneca was ze ten tijde van de zogenaamde samenzwering van haar (achter)neef Marcus Scribonius Libo Drusus tegen Tiberius in 16 n.Chr. in leven.